# Carmen Ionescu (Turnerin)
Carmen Ionescu (* 22. November 1985 in Bukarest) ist eine ehemalige rumänische Kunstturnerin.
Sie begann im Alter von fünf Jahren mit dem Turnen bei Steaua Bukarest. Mit 13 wurde sie in den Junioren-Nationalkader in Onești aufgenommen. Im Jahr 2000 gewann Ionescu bei den Junioren-Europameisterschaften in Paris Silber mit der Mannschaft und erreichte am Stufenbarren den siebten Platz.
Ihr größter Erfolg gelang ihr bei den Turn-Weltmeisterschaften 2001. Im belgischen Gent gewann Ionescu mit der rumänischen Turnriege mit Andreea Răducan, Loredana Boboc, Sabina Cojocar, Silvia Stroescu und Andreea Ulmeanu vor Russland und den USA den Weltmeistertitel.
Verletzungsbedingt beendete Ionescu 2002 ihre Karriere. Sie studierte Sport und wurde Trainerin.